# ریوولی ورونزه
ریوولی ورونزه (به ایتالیایی: Rivoli Veronese) یک کومونه در ایتالیا است که در استان ورونا واقع شده‌است. ریوولی ورونزه ۱۸٫۴۵ کیلومتر مربع مساحت و ۲٬۱۲۹ نفر جمعیت دارد و ۱۹۱ متر بالاتر از سطح دریا واقع شده‌است.

## خواهرخوانده
شهر ونرقو خواهرخواندهٔ ریوولی ورونزه هست.